# Egger (entreprise)
Pour les articles homonymes, voir Egger.

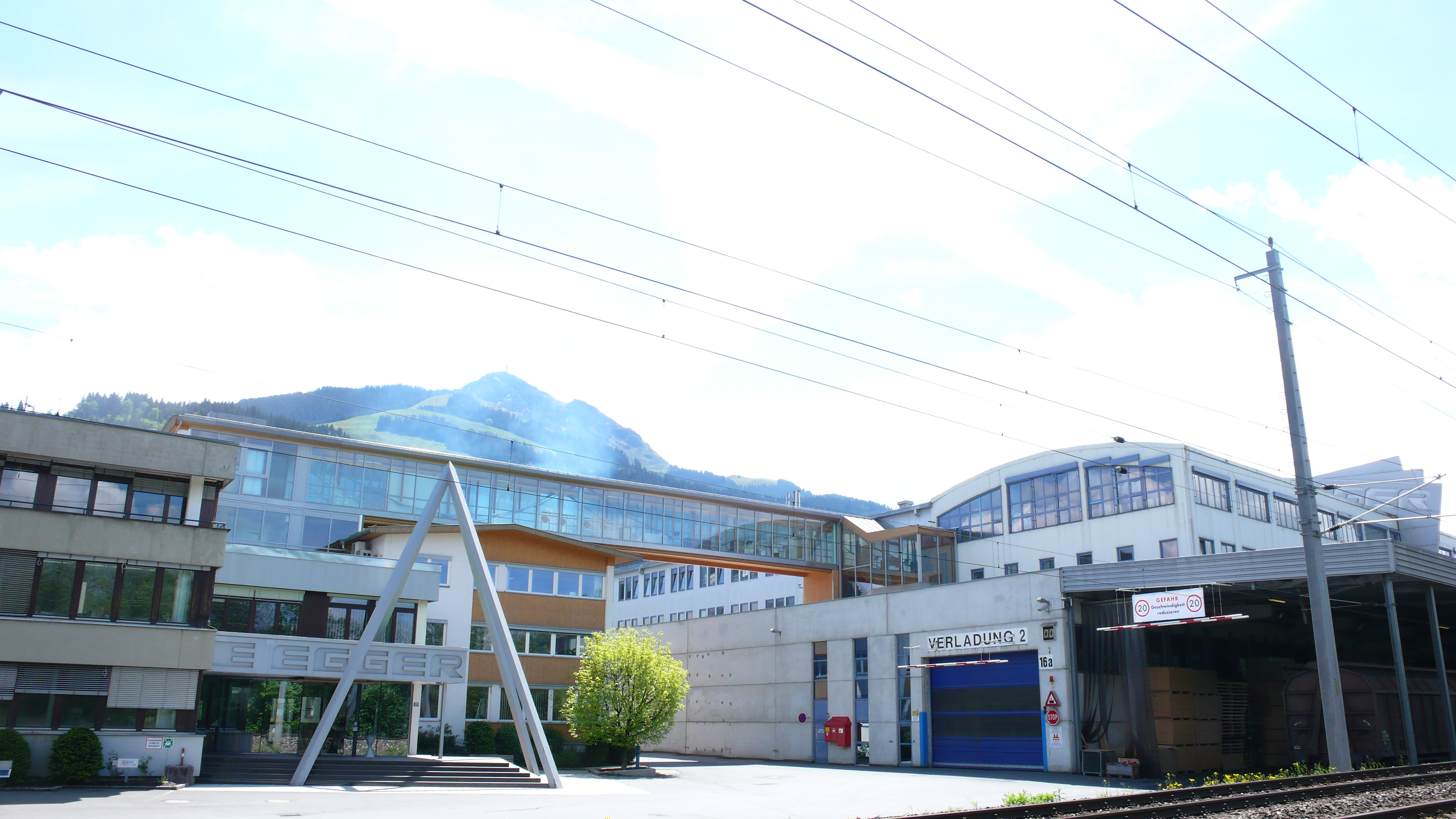
Le siège de l'entreprise au Tyrol

Fritz Egger GmbH & Co. OG est une entreprise autrichienne de l'industrie du bois fondée à St. Johann in Tirol en 1961.
La société emploie environ 11 200 personnes sur 22 usines en Europe et en Amérique: 7 en Allemagne, 3 en Autriche, 2 en France, 2 en Grande-Bretagne, 2 en Russie, 1 en Turquie, 1 en Roumanie, 1 en Pologne, 1 en Amérique du Sud, 1 en Italie et 1 aux États-Unis.
Elle transforme le bois pour l'industrie du meuble et de l'agencement.